# Przejście graniczne Chałupki-Šilheřovice
Przejście graniczne Chałupki-Šilheřovice – polsko-czeskie przejście graniczne małego ruchu granicznego i na szlaku turystycznym położone w województwie śląskim, w powiecie raciborskim, w gminie Krzyżanowice, w miejscowości Chałupki, zlikwidowane w 2007.

## Opis
Przejście graniczne na szlaku turystycznym Chałupki-Šilheřovice w rejonie znaku granicznego nr II/11/5, zostało utworzone 21 stycznia 2005. Czynne było przez cały rok: w okresie wiosenno-letnim (kwiecień–wrzesień) w godz. 8.00–20.00, a w drugiej połowie roku w godz. 8.00–18.00. Dopuszczony był ruch pieszych, rowerzystów i narciarzy. Kontrolę graniczną osób, towarów i środków transportu wykonywała Graniczna Placówka Kontrolna Straży Granicznej w Chałupkach (GPK SG w Chałupkach).
Przejście małego ruchu granicznego Chałupki-Šilheřovice, zostało utworzone 19 lutego 1996 w celu ułatwienia wzajemnych kontaktów między mieszkańcami terenów przygranicznych. Czynne było przez całą dobę. Dopuszczony był ruch pieszych, rowerzystów, motocykli, samochodów osobowych i transport rolniczy. Kontrolę graniczną osób, towarów i środków transportu wykonywała GPK SG w Chałupkach.
Do przejść granicznych w miejscowości Chałupki można było dojechać ul. Długą.
21 grudnia 2007 na mocy układu z Schengen przejścia graniczne zostały zlikwidowane.

Do przekraczania granicy państwowej z Republiką Czeską na szlakach turystycznych uprawnieni byli obywatele następujących państw:

1. Republika Austrii
2. Królestwo Belgii
3. Republika Grecji
4. Królestwo Danii
5. Republika Estonii
6. Republika Finlandii
7. Republika Francuska
8. Królestwo Hiszpanii
9. Królestwo Niderlandów
10. Państwo Izrael
11. Japonia
12. Republika Irlandii
13. Republika Islandii
14. Kanada
15. Wielkie Księstwo Luksemburga
16. Republika Litewska
17. Republika Łotewska
18. Republika Federalna Niemiec
19. Królestwo Norwegii
20. Republika Portugalska
21. Republika Słowacka
22. Republika Słowenii
23. Stany Zjednoczone Ameryki Północnej
24. Konfederacja Szwajcarska
25. Królestwo Szwecji
26. Republika Węgierska
27. Zjednoczone Królestwo Wielkiej Brytanii i Irlandii Północnej
28. Republika Włoska
29. Republika Cypryjska[6]
30. Księstwo Liechtensteinu[6]
31. Republika Malty[6].

### Przejścia graniczne z Czechosłowacją
W okresie istnienia Czechosłowackiej Republiki Socjalistycznej funkcjonowało w tym miejscu polsko-czechosłowackie przejście graniczne małego ruchu granicznego Rudyszwałd-Šilheřovice – I kategorii. Zostało utworzone 13 kwietnia 1960. Czynne było codziennie w godz. 4.00–21.00. Dopuszczony był ruch osób i środków transportu na podstawie przepustek z wszelkich względów przewidzianych w Konwencji. Odprawę celną wykonywały organy celne. Kontrolę graniczną osób, towarów i środków transportu wykonywała Strażnica WOP Chałupki.
Formalnie przejście graniczne zostało zlikwidowane 24 maja 1985.

## Galeria

Przejście graniczne Chałupki-Šilheřovice
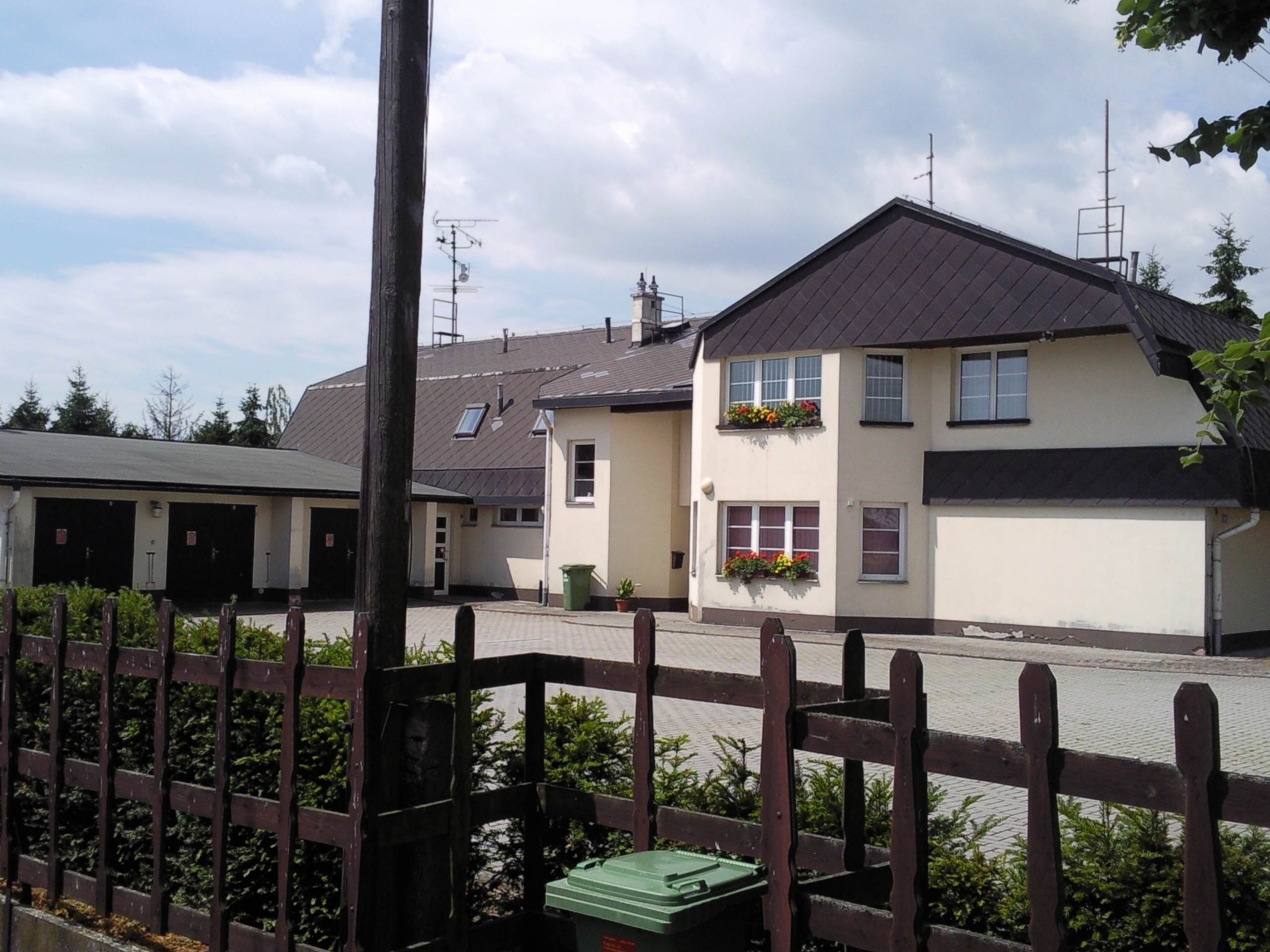
Budynek czeskiej policji (lipiec 2017)
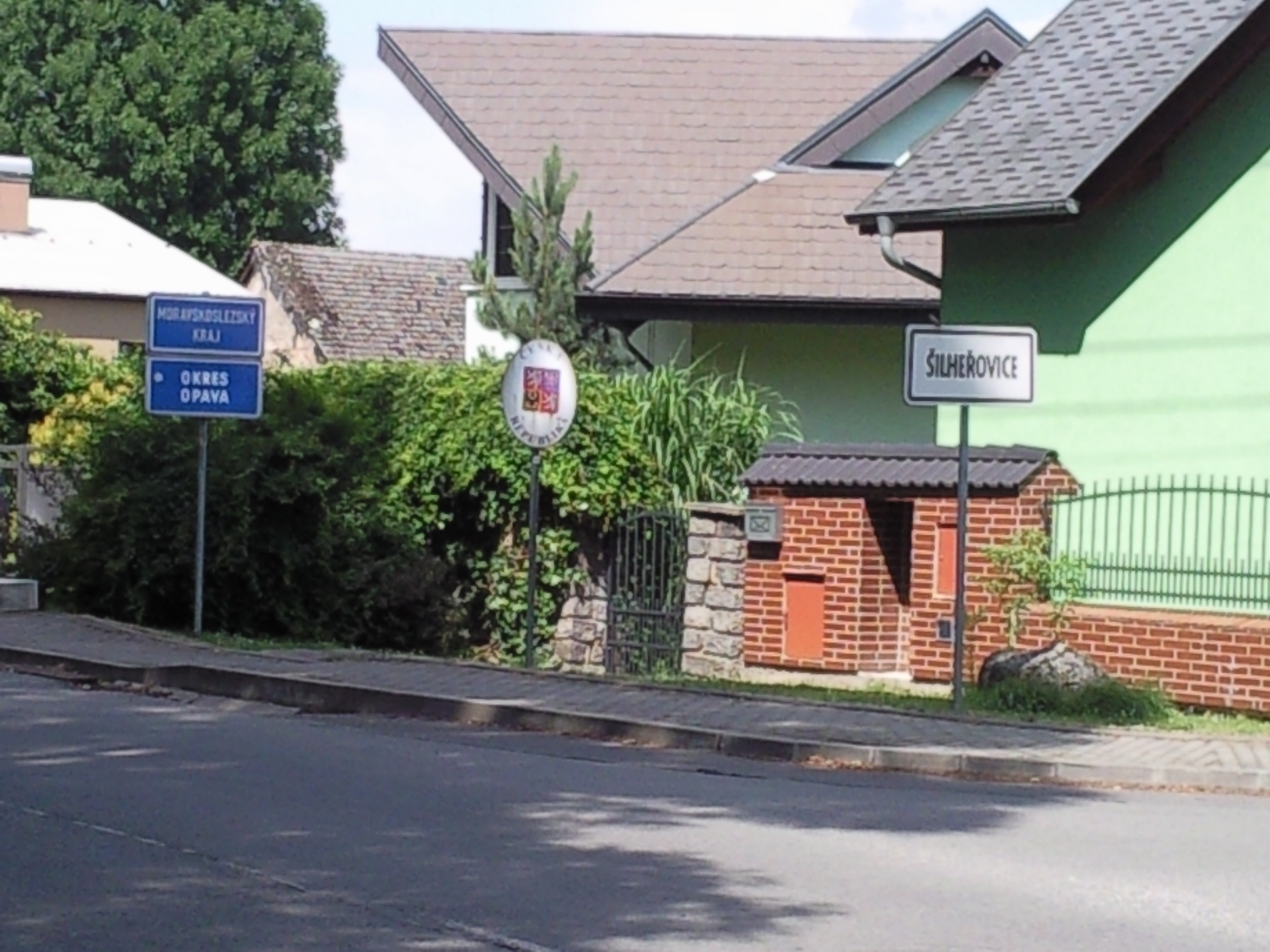
Šilheřovice, skrzyżowanie (lipiec 2017)